# Trichopria hyalinipennis
Trichopria hyalinipennis är en stekelart som först beskrevs av Thomson 1858.  Trichopria hyalinipennis ingår i släktet Trichopria, och familjen hyllhornsteklar. Arten är reproducerande i Sverige.